# Casearia fasciculata
Casearia fasciculata (Ruiz & Pav.) Sleumer – gatunek rośliny z rodziny wierzbowatych (Salicaceae Mirb.). Występuje naturalnie w Kolumbii, Wenezueli, Ekwadorze, Peru, Boliwii oraz Brazylii (w stanach Amazonas, Amapá i Pará). 

## Morfologia
LiścieBlaszka liściowa ma jajowato eliptyczny kształt. Mierzy 20 cm długości oraz 6 cm szerokości, ma spiczasty lub ogoniasty wierzchołek. Ogonek liściowy jest nagi i dorasta do 10 mm długości.
Gatunki podobneRoślina jest podobna do gatunku C. combaymensis, lecz różni się liśćmi. Ponadto podobna jest do gatunku C. draganae, który różni się długością ogonka liściowego, rozmiarem kwiatów, owłosioną zalążnią oraz grubością owocni.